# 派拉蒙全球资产列表
派拉蒙全球資產列表（英語：List of Assets Owned by Paramount Global）列舉了派拉蒙全球所有的主要資產列表。

## 派拉蒙影業公司（電影產業）
- 派拉蒙影業
- 派拉蒙家庭娛樂（英语：Paramount Home Entertainment）
- 派拉蒙電視工作室（英语：Paramount Television Studios）
- 派拉蒙影業國際（Paramount Pictures International）
- 派拉蒙工作室集團（Paramount Studio Group）——實體片場及後期製作部門
  - 派拉蒙片場（The Studios at Paramount）——製作設施及工作間
  - 派拉蒙外景（Paramount on Location）——製作支持部門，遍及包括紐約、溫哥華與亞特蘭大等地在內的北美地區
  - 全球技術運營（Worldwide Technical Operations）——存檔、恢復及保存項目；執行母版製作與發行業務；現場後期設施管理
- 派拉蒙授權公司（Paramount Licensing, Inc.）
- 派拉蒙公園與度假區（Paramount Parks & Resorts）——授權及設計主題公園與度假區[1]
- 派拉蒙主題娛樂（Paramount Themed Entertainment）
- 派拉蒙數字娛樂（英语：Paramount Digital Entertainment）
- 派拉蒙動畫（英语：Paramount Animation）
- 派拉蒙演員（英语：Paramount Players）
  - BET電影
  - 尼克羅頓電影（英语：Nickelodeon Movies）
- 派拉蒙音樂（英语：Paramount Music）
- 米拉麥克斯影業佔股49%；與貝因媒體集團（英语：beIN Media Group）共有
  - 米拉麥克斯電視
  - 米拉麥克斯家庭
  - 米拉麥克斯動畫（Miramax Animation）
- 聯合國際影業佔股50%；與NBC環球通過環球影業共有

## CBS娛樂集團（電視產業）
- CBS電視網
- CBS體育
  - CBS體育電視網
  - CBS體育高畫質頻道（英语：CBS Sports HQ）
  - CBS體育電台（英语：CBS Sports Radio）
- CW電視網與華納媒體旗下華納兄弟共有
  - CW Plus（英语：The CW Plus）
  - CW日間（英语：The CW Daytime）
  - CW源
- CBS工作室（英语：CBS Studios）
  - 高價娛樂（英语：Big Ticket Entertainment）
  - CBS媒體投資（英语：CBS Media Ventures）
    - CBS媒體投資媒體銷售（CBS Media Ventures Media Sales）
    - Dabl（英语：Dabl）

  - CBS眼睛動畫製作（英语：CBS Eye Animation Productions）[2]
    - 深夜卡通（英语：CBS Eye Animation Productions）

## 派拉蒙流媒體
- BET+（英语：BET+）
- CBS體育HQ（英语：CBS Sports HQ）
- CBS新聞流媒體電視網
- 諾金同為派拉蒙媒體電視網所有
- 派拉蒙＋
  - 天空Showtime（SkyShowtime）2022年開播；與康卡斯特旗下天空公司合辦
- 冥王電視（英语：Pluto TV）
  - 歐洲冥王電視（Pluto TV Europe）
- 派拉蒙數字工作室（Paramount Digital Studios）
  - 派拉蒙國際數字工作室（Paramount Digital Studios International）

## 外部連接
- 官方网站